# Antichtopauropus
Antichtopauropus – rodzaj skąponogów z rzędu Tetramerocerata, jedyny z monotypowej rodziny Antichtopauropodidae.
Rodzaj i rodzina opisane zostały w 2011 roku przez Ulfa Schellera, bez przyporządkowania do nadrodziny.
Należące tu skąponogi mają gałąź sternalną czułków o przednio-dystalnym narożniku bardziej ściętym niż tylno-dystalny. Wszystkie tergity ich ciała są niepodzielone, silnie zesklerotyzowane, pokryte nieregularnie rozmieszczonymi, grzybkowatymi guzkami i pozbawione prawdziwych szczecinek. Głowa i pygidium są wolne, niezłączne z sąsiadującymi tergitami. Odnóża pierwszej i ostatniej pary zbudowane są z 5 członów, a pozostałe z 4.
Należą tu dwa, znane wyłącznie z Australii Zachodniej gatunki:
- Antichtopauropus brevitarsus Scheller, 2010
- Antichtopauropus relativus Scheller, 2013